# Смолян (община)
Община Смолян се намира в Южна България и е една от съставните общини на област Смолян.

## География

### Географско положение, граници, големина
Общината се намира в южната част на област Смолян. С площта си от 864,997 km2 е 1-ва по големина сред 10-те общини на областта, което съставлява 5,73% от територията на областта. Границите ѝ са следните:
- на запад – община Девин;
- на север – община Чепеларе;
- на североизток – община Лъки, област Пловдив и община Баните;
- на изток – община Мадан;
- на югоизток – община Рудозем;
- на юг и югозапад – Гърция.

### Природни ресурси

#### Релеф
Релефът на общината е средно и високо планински и тя е общината с най-високата средна надморска височина в България. Заема южните, най-високи части на Западните Родопи.
От югозапад на североизток, в северната част на общината, на протежение от около 35 km се простира най-високият, най-мощният и втори по дължина планински дял в целите Родопи – Переликско-Преспанския дял, който по цялата си дължина е вододел между водосборните басейни на реките Марица и Арда, а ширината му варира от 8 – 10 до 15 – 20 km. На югозапад започва от държавната ни граница с Гърция при гранична пирамида № 135, където се издига безименен връх с височина 1929,9 m. От него на северозапад се отделя рида Чамлия, а при връх Голям Перелик 2190,2 m (най-високата точка на общината и на целите Родопи) на северозапад – рида Мурсалица. От там билото продължава на североизток преминава през седловината Превала (Ешекулак, 1687,5 m) и достига до връх Снежанка (1925,8 m), от който на северозапад се отклонява рида Чернатица, а на юг – Букова планина. Следва седловината Рожен (1436 m), след която на юг и югоизток се отделя дълъг и мощен рид разположен между левите притоци на Арда – реките Черна (с притока си Бяла) и Малка Арда. При връх Преспа (2000,4 m) на югоизток се отделя друг дълъг и мощен безименен рид, разположен между реките Малка Арда и Давидковска (леви протоци на Арда).
От граничния връх висок 1929,9 m на северозапад се отделя рида Чамлия, разположен между долините на реките Чаирдере и десният ѝ приток Мугленска река. В пределите на община Смолян попадат част от неговите източни склонове с най-високата му точка (1948,3 m), намираща се 4,5 km южно от село Мугла.
От връх Голям Перелик на северозапад се отделя рида Мурсалица, заемащ района между долините на Мугленска река и Широколъшка река. На територията на общината са простира неговата югоизточна, най-висока част с връх Карлъка (2188,1 m).
От връх Снежанка на северозапад се отделя друг мощен и дълъг планински рид – Чернатица, като в пределите на общината попада малък участък от южните му склонове, обърнати към дълбоката долина на Широколъшка река. По билото му се издигат върховете Мечи връх (1872,6 m) и Карабалкан (1958,6 m). Южно от връх Снежанка се простира малката Букова планина. На запад тя достига до прохода Превала (Ешекулак), на юг и изток до долината на река Черна (ляв приток на Арда) и левият и приток Бяла река, а на север до седловината Рожен.
Източно от седловината Рожен от Переликско-Преспанския дял в северна и южна посока се отделят други два планински хребета. На север се отделя Радюва планина, като в пределите на общината попадат нейните най-южни части с връх Студенец 1843,4 m. На юг, а след това на югоизток между левите притоци на Арда – реките Черна (с притока си Бяла) и Малка Арда се простира дълъг и тесен безимен планински рид, височината на който постепенно се понижава в източна посока.
И накрая, в крайната североизточна част на община Смолян се простира западната, най-висока част на друг безимен планински хребет, който се отделя от връх Преспа на югоизток и е разположен между долините на реките Малка Арда и Давидковска (леви протоци на Арда).
В централната част на община Смолян от запад на изток, на протежение от 28 km, между долините на река Арда на юг и левият ѝ приток Черна на север се простира Кайнадински рид. Неговите най-високи части са разположени в западната му част, на гръцка територия, а на изток в българска височината му постепенно намалява. Най-високият му връх в България е Средния връх 1872,8 m, разположен на граничната бразда при гранична пирамида № 126.
Южните райони на общината, на юг от долината на река Арда се заемат от високия и обширен Ардински дял на Западните Родопи. Най-високата му точка на територията на общината е Ардин връх 1730,1 m, намиращ се на граничната бразда южно от изворите на река Арда.
Югоизточно от село Търън, на границата с община Мадан, в коритото на река Черна се намира най-ниската точка на община Смолян – 673 m н.в.

#### Води
Територията на община Смолян попада в обсега на два водосборни басейна – на реките Марица и Арда, като вододелът преминава по билото на Переликско-Преспанския дял. В южната част на общината протича най-горното течение на река Арда. Тя води началото си от карстовия извор Ардабаши, разположен в северното подножие на Ардин връх, на 1455 m н.в. Изворът се намира на 900 м североизточно от върха и на 1,5 km южно от село Горна Арда и е маркиран с указателна табела. Началото на реката представлява планински поток, течащ между гористи склонове с голям наклон – до село Горна Арда на север, а след това до село Арда – на североизток. Долината ѝ в този участък е със стръмни склонове, с наклон от 30°-35°, а надлъжният ѝ наклон е много голям – около 189‰. След село Арда, където има малко долинно разширение, реката завива на север, при село Могилица – на североизток, а от село Кошница до границата с община Рудозем – изток-югоизток, като долината ѝ е със стръмни склонове с наклон до 40°, а ширината ѝ е 100 – 150 м. При село Смилян има второ долинно разширение – до 300 м, след което долината ѝ отново се стеснява, става почти каньоновидна, а наклонът на склоновете ѝ надминава 40°. Речното корито е широко 25 – 30 м, а дъното е чакълесто-песъчливо. Преди напускането ѝ на територията на община Смолян се появяват и първите характерни за нея планински меандри. Основни притоци в този участък са реките:
Бориковска (ляв), Черешовска (ляв), Мичевица (ляв), Сивинска (десен), Орешовска (ляв) и Вълчандере (десен).
Втората по значение река в община Смолян е река Черна, първия голям ляв приток на Арда. Тя протича с почти цялото си течение от 48 km (последните 4 km са на територията на община Мадан), като отводнява югоизточните склонове на най-високата част на Переликско-Преспанския дял и северните склонове на Кайнадински рид на Западните Родопи. Тя извира на 1770 m н.в. в най-западната точка на водосборния басейн на река Арда, в Переликско-Преспанския дял на Западните Родопи, на 5 km югоизточно от с. Мугла. По цялото си протежение тече в източна посока в тясна каньоновидна долина с единствено долинно разширение в района на град Смолян. Площта на водосборния ѝ басейн е 259 km2, което представлява близо 30% от площта на общината. Основните ѝ притоци са: Калъческа река (ляв), Остритска река (ляв), Техлен дол (ляв), Саскочето (ляв), Крива река (ляв), Куртев лом (ляв), Доксово дере (ляв), Бяла река (ляв, най-голям приток), Майката (ляв), Клокотнишко дере (десен), Тикалско дере (ляв), Рековска река (ляв) и Речицка река (десен).
В североизточната част на общината, през селата Кутела, Славейно и Петково протича горното течение на река Малка Арда, ляв приток на Арда. Тя води началото си под името Мразлив дол от местността Момина вода на 1716 m н.в. в Переликско-Преспанския дял на Западните Родопи, северно от хижа „Момчил юнак“. До село Славейно тече на югоизток, а след това – на изток-югоизток в тясна и дълбока долина със слаба залесеност.
Северозападната част на община Смолян попада във водосборния басейн на река Марица. Тук протичат горните и част от долните течение на Широколъшка река (десен приток на Въча, която е десен приток на Марица) и Мугленска река (десен приток на Чаирдере, дясна съставяща на Въча). Широколъшка река извира на 800 m северно от връх Снежанка в курорта „Пампорово“, kd 1700 п н.в. под името Голяма река. Тече в посока запад-северозапад в дълбока, гъсто залесена долина между ридовете Чернатица на североизток и Мурсалица на югозапад. Мугленска река извира от южното подножие на връх Голям Перелик, на 850 m южно от него, на 2036 m н.в. под името Голяма река. Тече в северозападна посока най-напред в широка долина заета от обширни ливади, а след село Мугла в дълбока каньоновидна долина, като отводнява северозападните части на Переликския дял и югозападните склонове на рида Мурсалица.

## Население

### Етнически състав (2011)
Численост и дял на етническите групи според преброяването на населението през 2011 г.:
|                     | Численост | Дял (в %) |
| Общо                | 41 452    | 100,00    |
| Българи             | 32 708    | 78,91     |
| Турци               | 170       | 0,41      |
| Цигани              | 301       | 0,73      |
| Други               | 161       | 0,39      |
| Не се самоопределят | 298       | 0,72      |
| Неотговорили        | 7814      | 18,85     |

### Движение на населението (1934 – 2011)
| Община Смолян                                 | Община Смолян | Община Смолян | Община Смолян | Община Смолян | Община Смолян | Община Смолян | Община Смолян | Община Смолян | Община Смолян | Община Смолян | Община Смолян |
| --------------------------------------------- | ------------- | ------------- | ------------- | ------------- | ------------- | ------------- | ------------- | ------------- | ------------- | ------------- | ------------- |
| Година                                        | 1934          | 1946          | 1956          | 1965          | 1975          | 1985          | 1992          | 2001          | 2011          | 2021          |               |
| Население                                     | 33505         | 34959         | 35531         | 40331         | 48561         | 49227         | 50705         | 47230         | 41452         | 33688         |               |
| Източници: Национален Статистически Институт, |               |               |               |               |               |               |               |               |               |               |               |

### Населени места
Общината има 86 населени места с общо население от 33 688 жители към 7 септември 2021 г.
| Населено място | Население (2021 г.) | Площ на землището km2 | Забележка (старо име)                | Населено място       | Население (2021 г.) | Площ на землището km2 | Забележка (старо име)                     |
| -------------- | ------------------- | --------------------- | ------------------------------------ | -------------------- | ------------------- | --------------------- | ----------------------------------------- |
| Алиговска      | 11                  | -                     | в з-щето на с. Арда                  | Момчиловци           | 1025                | 40,464                | Горно дере кьой                           |
| Арда           | 181                 | 17,928                |                                      | Мугла                | 122                 | 74,295                |                                           |
| Баблон         | -                   | -                     | в з-щето на с. Смилян                | Надарци              | 1                   | -                     | в з-щето на с. Кремене                    |
| Белев дол      | 65                  | 3,764                 |                                      | Орешец               | 22                  | 13,669                | Яманско, Орешица                          |
| Билянска       | 18                  | -                     | в з-щето на с. Горна Арда            | Остри пазлак         | 6                   | -                     | в з-щето на с. Подвис                     |
| Бориково       | 13                  | 22,267                | Хасанково                            | Петково              | 229                 | 23,507                |                                           |
| Бостина        | 91                  | 4,771                 |                                      | Пещера               | 2                   | -                     | Момарско, в з-щето на с. Турян            |
| Буката         | 44                  | 7,631                 | Буково                               | Писаница             | 9                   | -                     | в з-щето на гр. Смолян                    |
| Букаците       | 45                  | 10,048                | Баш бук                              | Подвис               | 118                 | 6,147                 | Подвиз                                    |
| Виево          | 267                 | 14,779                | Каршилъ                              | Полковник Серафимово | 86                  | 24,868                | Алами дере, Ябълка                        |
| Влахово        | 309                 | -                     | в з-щето на гр. Смолян               | Попрелка             | 6                   | -                     | в з-щето на с. Кремене                    |
| Водата         | 6                   | -                     | в з-щето на с. Стойките              | Потока               | 2                   | -                     | Селище, в з-щето на с. Бориково           |
| Вълчан         | 33                  | 11,000                | Курт дере                            | Река                 | 169                 | 7,237                 |                                           |
| Върбово        | 1                   | -                     | в з-щето на с. Широка лъка           | Речани               | 37                  | -                     | Хасановска река, в з-щето на с. Арда      |
| Габрица        | 24                  | -                     | Габрово, в з-щето на гр. Смолян      | Ровина               | 107                 | -                     | в з-щето на с. Подвис                     |
| Гела           | 21                  | 33,959                |                                      | Селище               | 78                  | 3,752                 |                                           |
| Гоздевица      | -                   | -                     | Гоздювска, в з-щето на с. Арда       | Сивино               | 92                  | 20,429                | Текир                                     |
| Горна Арда     | 30                  | 7,698                 | Барутинска                           | Славейно             | 92                  | 23,233                | Карлуково                                 |
| Горово         | 14                  | 10,599                | Чамжас                               | Сливово              | 1                   | -                     | в з-щето на с. Широка лъка                |
| Градът         | 100                 | 4,256                 | Градок                               | Смилян               | 1603                | 29,248                |                                           |
| Гращица        | 6                   | -                     | в з-щето на с. Стойките              | Смолян               | 25555               | 134,590               | Пашмаклии                                 |
| Гудевица       | 13                  | -                     | Гудевска, в з-щето на с. Арда        | Соколовци            | 125                 | 13,339                | Долно дере кьой                           |
| Димово         | 2                   | -                     | в з-щето на с. Кремене               | Солища               | 29                  | 14,670                | Сулища                                    |
| Дунево         | 116                 | -                     | в з-щето на гр. Смолян               | Средок               | 36                  | -                     | в з-щето на с. Горна Арда                 |
| Еленска        | 95                  | -                     | в з-щето на с. Търън                 | Стикъл               | 15                  | -                     | в з-щето на с. Солища                     |
| Ельово         | 2                   | -                     | в з-щето на с. Горово                | Стойките             | 164                 | 42,803                |                                           |
| Заевите        | 1                   | -                     | Заевете, в з-щето на с. Гела         | Стража               | 77                  | 6,309                 |                                           |
| Змиево         | 6                   | -                     | в з-щето на с. Вълчан                | Сърнино              | 2                   | -                     | Гарзмарет, в з-щето на с. Сивино          |
| Исьовци        | 14                  | -                     | в з-щето на с. Могилица              | Тикале               | 101                 | 9,906                 |                                           |
| Катраница      | 125                 | 9,406                 |                                      | Требище              | 116                 | 3,744                 |                                           |
| Киселчово      | 8                   | 24,696                | Киселичево                           | Турян                | 28                  | 18,858                |                                           |
| Кокорово       | 20                  | -                     | Кокорково, в з-щето на с. Орешец     | Търън                | 631                 | 15,543                |                                           |
| Кошница        | 57                  | 10,444                |                                      | Ухловица             | 5                   | -                     | в з-щето на с. Могилица                   |
| Кремене        | 6                   | 20,312                |                                      | Фатово               | 76                  | -                     | в з-щето на с. Полковник Серафимово       |
| Кукувица       | -                   | -                     | Куковица, в з-щето на с. Широка лъка | Хасовица             | 6                   | -                     | в з-щето на гр. Смолян                    |
| Кутела         | 229                 | 15,516                |                                      | Чамла                | -                   | -                     | в з-щето на с. Мугла                      |
| Левочево       | 87                  | 18,594                |                                      | Чеплетен             | 29                  | 6,756                 |                                           |
| Липец          | 32                  | -                     | Дюрмете, в з-щето на с. Букаците     | Черешките            | 2                   | -                     | в з-щето на с. Бориково                   |
| Лъка           | 69                  | 3,470                 |                                      | Черешово             | 5                   | -                     | в з-щето на с. Могилица                   |
| Люлка          | 10                  | -                     | Чекичето, в з-щето на с. Сивино      | Черешовска река      | 6                   | -                     | в з-щето на с. Могилица                   |
| Магарджица     | 12                  | -                     | в з-щето на с. Гела                  | Чокманово            | 63                  | 9,243                 |                                           |
| Милково        | -                   | -                     | в з-щето на с. Кошница               | Чучур                | 2                   | -                     | Ючур, в з-щето на с. Полковник Серафимово |
| Могилица       | 260                 | 16,629                | Тоз бурун                            | Широка лъка          | 365                 | 54,620                |                                           |
|                |                     |                       |                                      | ОБЩО                 | 33688               | 864,997               | 43 населени места са без землища          |

## Административно-териториални промени
- Писмо на МВР № 11799/обн. 16.10.1925 г. – разделя с. Фатово на две отделни населени място – м. Горно Фатово и м. Долно Фатово;
- МЗ № 2820/обн. 14.08.1934 г. – преименува с. Хасанково на с. Бориково;

– преименува м. Река на м. Варад;
– преименува с. Каршилъ на с. Виево;
– преименува с. Курт дере на с. Вълчан;
– преименува с. Габрово на с. Габрица;
– преименува м. Копадан дере на м. Копадан;
– преименува м. Дюрмете на м. Липец;
– преименува м. Чекичето на м. Люлка;
– преименува с. Тоз бурун на с. Могилица;
– преименува с. Горно дере кьой на с. Момчиловци;
– преименува м. Яманско на м. Орешица;
– преименува с. Подвиз на с. Подвис;
– преименува м. Хасановска река на м. Речани;
– преименува с. Текир на с. Сивино;
– преименува с. Карлуково на с. Славейно;
– преименува гр. Пашмаклии (Пашмаклий) на гр. Смолян;
– преименува с. Долно дере кьой на с. Соколовци;
– преименува к. Гарзмарет на к. Сърнино;
– преименува м. Кара бурун на м. Черналево;
– преименува м. Ючур на м. Чучур;
– преименува с. Алами дере на с. Ябълка;
- МЗ № 3774/обн. 07.12.1934 г. – преименува с. Ябълка на с. Полковник Серафимово;
- Указ № 334/обн. 13.07.1951 г. – преименува с. Пещера на с. Момарско;
- Указ № 356/обн. 07.12.1954 г. – признава н.м. Света Елена (от с. Широка лъка) за отделно населено място – м. Елена;
- Указ № 317/обн. 13.12.1955 г. – признава н.м. Кутела (от с. Виево) за отделно населено място – с. Кутела;
- през 1956 г. – уточнено е името на с. Куковица на с. Кукувица без административен акт;

– уточнено е името на с. Сулища на с. Солища без административен акт;
- Указ № 582/обн. 29.12.1959 г. – заличава м. Бяла река и я присъединява като квартал на с. Могилица;
- Указ № 227/обн. 21.06.1960 г. – заличава с. Райково и гр. Устово и ги присъединява като квартали на гр. Смолян;
- Указ № 381/обн. 25.10.1960 г. – преименува с. Буково на с. Буката;

– преименува м. Ухловица на м. Еленска;
- Указ № 129/обн. 11.04.1961 г. – преименува м. Селище на м. Потока;
- Указ № 902/обн. 31.12.1963 г. – заличава м. Елена поради изселване;
- през 1965 г. – уточнено е името на м. Заевете на м. Заевите без административен акт;
- Указ № 881/обн. 30.11.1965 г. – заличава махалите Окманица и Посиек поради изселване;
- Указ № 960/обн. 4 януари 1966 г. – осъвременява името на м. Гоздювска на м. Гоздевица;

– уточнява името на м. Градок на м. Градът;
– осъвременява името на м. Гудевска на м. Гудевица;
– уточнява името на м. Калевица на м. Калевище;
- Указ № 11/обн. 13 януари 1967 г. – заличава м. Турчиново и я присъединява като квартал на м. Река;

– заличава махалите Лещище, Равнище и Ражище и ги присъединява като квартали на с. Търън;
– заличава м. Речица поради изселване;
– признава м. Река за с. Река;
- Указ № 232/обн. 26.03.1968 г. – обединява махалите Горно Фатово и Долно Фатово в едно ново населено място – с. Фатово;

– заличава махалите Есенище и Кайковска и ги присъединява като квартали на с. Турян;
- Указ № 166/обн. 12.02.1971 г. – преименува м. Чамжас на м. Горово;

– възстановява старото име на с. Момарско на с. Пещера;
- Указ № 2149/обн. 12.11.1975 г. – преименува с. Махмутица на с. Бистрица;

– преименува с. Баш бук на с. Букаците;
- Указ № 2294/обн. 26.12.1978 г. – заличава м. Градинска река, м. Копадан и с. Кошуте поради изселване;
- указ № 970/обн. 04.04.1986 г. – заличава с. Бистрица и махалите Горски дол, Джуркалица и Соломон и ги присъединява като квартали на с. Широка лъка;

– заличава махалите Варад, Доганово, Калевище, Марино и Черналево поради изселване;
- Указ № 3005/обн. 09.10.1987 г. – закрива община Славейно и присъединява селата Белев дол, Виево, Градът, Кутела, Петково, Славейно и Тикале заедно с техните землища към община Смолян;

– закрива община Смилян и заедно с включените в състава ѝ населени места я присъединява към община Смолян;
– закрива община Широка лъка и заедно с включените в състава ѝ населени места я присъединява към община Смолян;
- Указ № 305/обн. 11.10.1991 г. – преименува м. Барутинска на м. Горна Арда;
- На основание §7 (т.3) от Закона за административно-териториалното устройство на Република България (ДВ, бр. 63/1995 г.) всички махали, колиби, гари, минни и промишлени селища придобиват статут на села;
- Указ № 368/обн. 21.10.1998 г. – отделя с. Равнината и неговото землище от община Смолян и го присъединява към и го присъединява към община Рудозем;
- Указ № 262/обн. 26.09.2008 г. – преименува с. Киселичево на с. Киселчово;
- Указ № 263/обн. 26.09.2008 г. – преименува с. Орешица на с. Орешец;
- Указ № 264/обн. 26.09.2008 г. – преименува с. Кокорково на с. Кокорово.

## Транспорт
През общината преминават изцяло или частично 10 пътя от Републиканската пътна мрежа на България с обща дължина 178,6 km:
- участък от 34,7 km от Републикански път II-86 (от km 85,9 до km 120,6);
- последният участък от 9,1 km от Републикански път III-861 (от km 33,2 до km 42,3);
- началният участък от 23,2 km от Републикански път III-863 (от km 0 до km 23,2);
- последният участък от 5,4 km от Републикански път III-864 (от km 4,7 до km 10,1);
- началният участък от 39,4 km от Републикански път III-866 (от km 0 до km 39,4);
- последният участък от 14,5 km от Републикански път III-868 (от km 8 до km 22,5);
- целият участък от 6 km от Републикански път III-8631;
- целият участък от 11,4 km от Републикански път III-8641;
- последният участък от 5,4 km от Републикански път III-8681 (от km 5,5 до km 10,9);
- целият участък от 29,5 km от Републикански път III-8683.

## Топографска карта
- Лист от карта K-35-74. Мащаб: 1 : 100 000.
- Лист от карта K-35-85. Мащаб: 1 : 100 000.
- Лист от карта K-35-86. Мащаб: 1 : 100 000.